# Fort Niens
Das Fort Niens war eine Befestigungsanlage zum Schutz des Kriegshafens Wilhelmshaven.

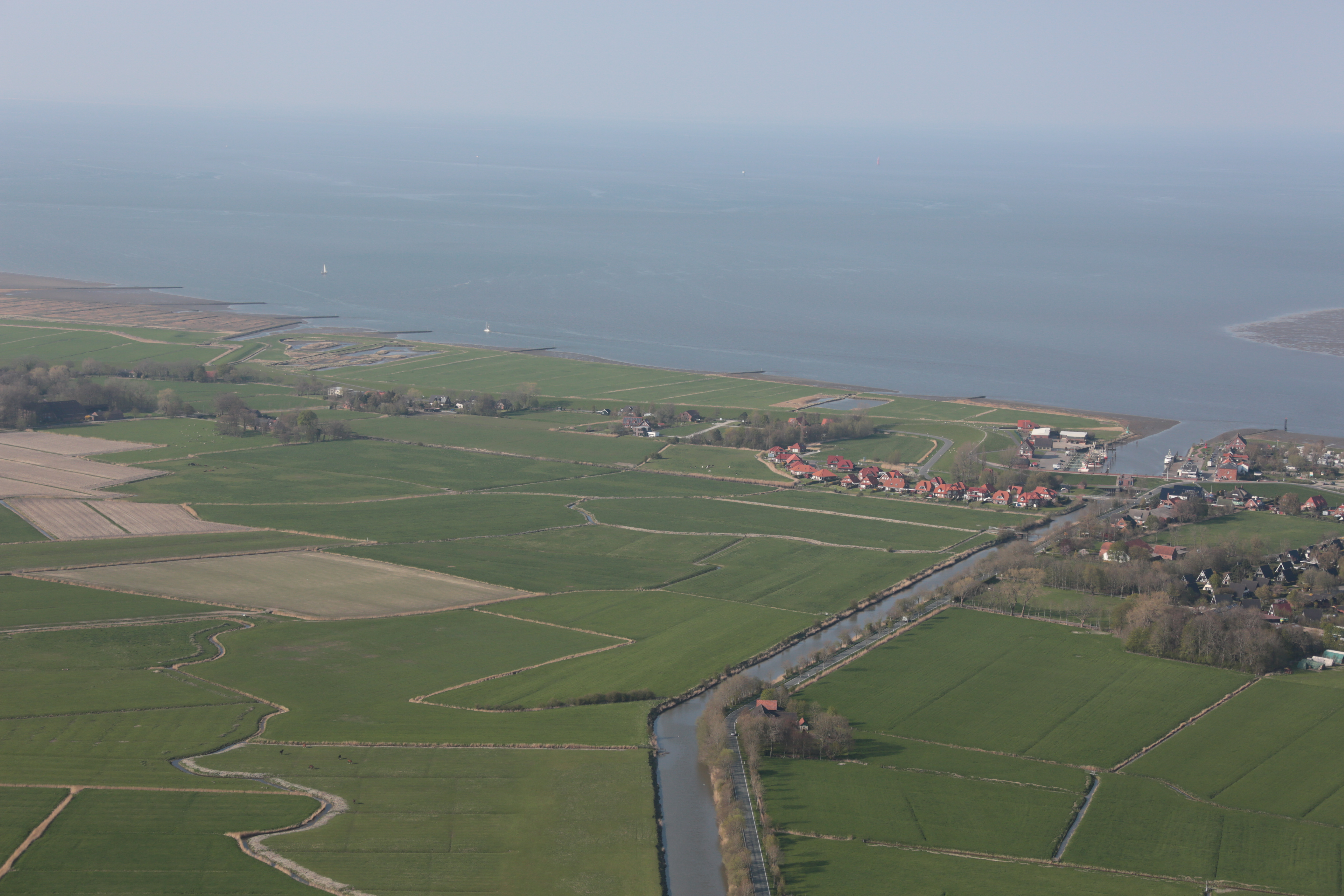
Das Fort Niens befand sich am linken Bildrand.

## Lage

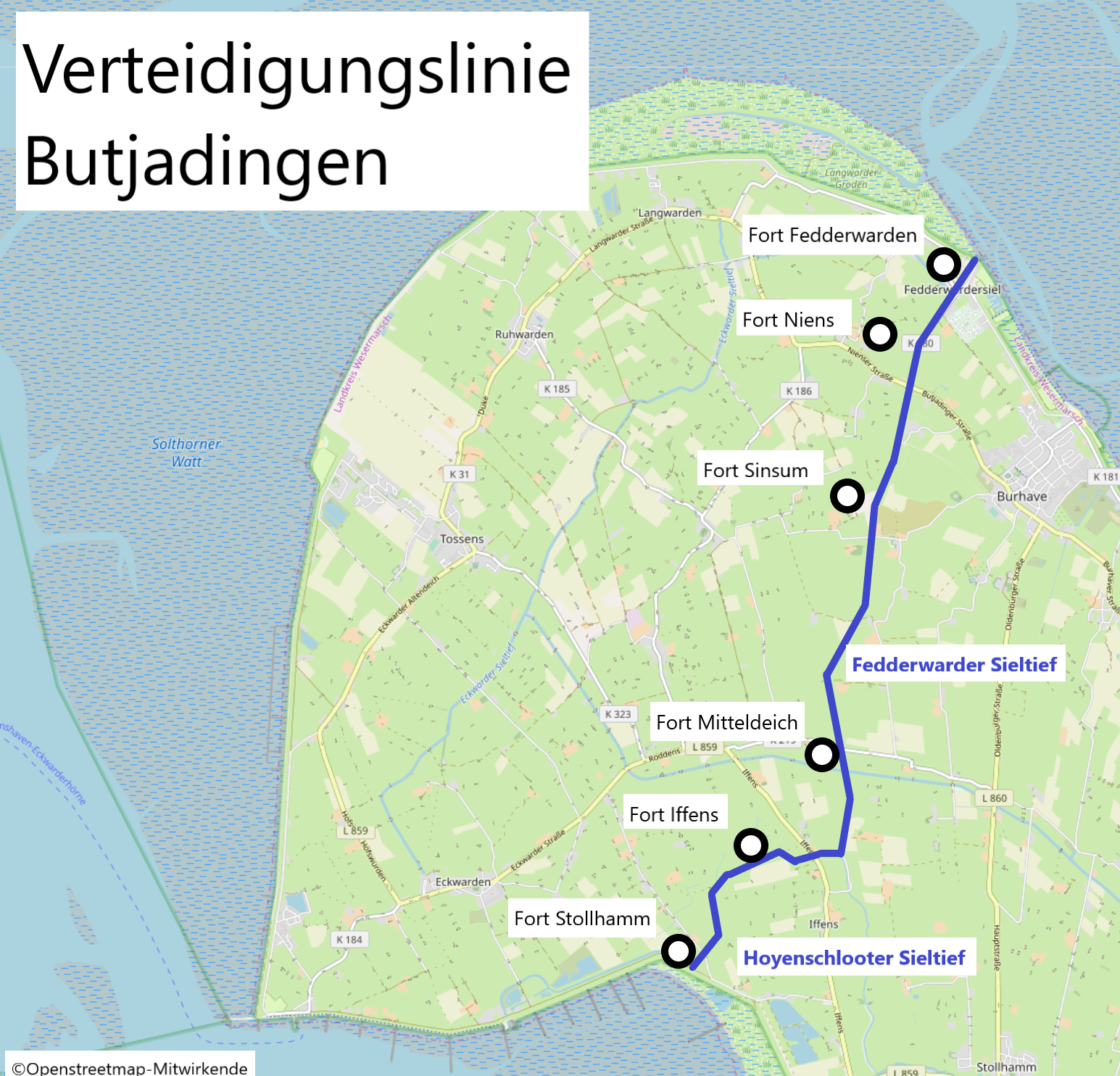
Lage der sechs Butjadinger Forts hinter den Wasserhinternissen.

Das Fort wurde als geschlossene Lünette errichtet. Die Anlage war für zwei Züge Infanterie (~80 Mann) ausgelegt. Es hatte ein Ausmaß von etwa 180 × 120 Metern. Der Wassergraben existiert heute nicht mehr. 

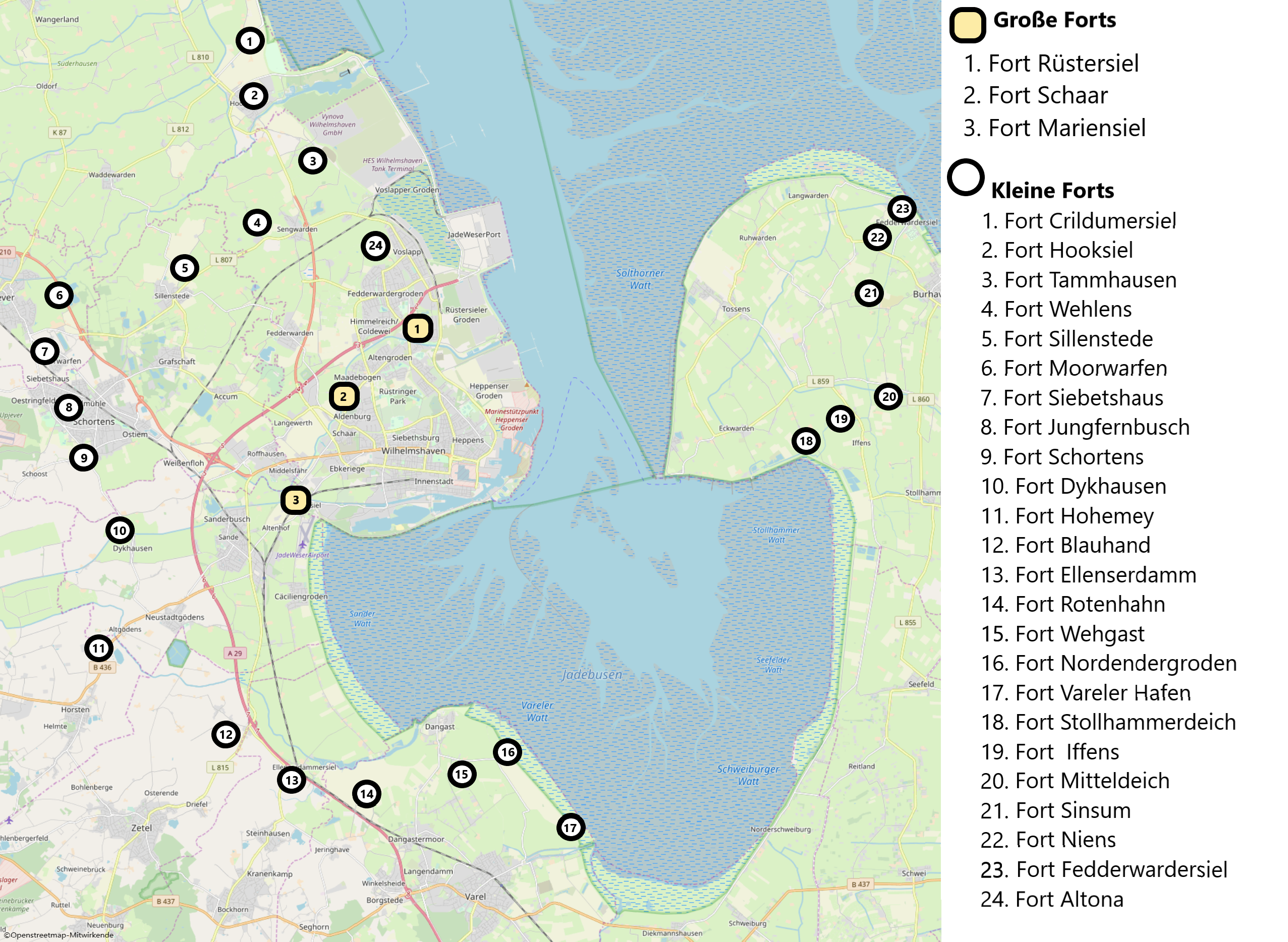
Position der Forts zum Schutz Wilhelmshavens.

## Geschichte
Das Fort Niens wurde im Jahr 1916 während des Ersten Weltkriegs angelegt. Die Anlage verfügte über Bunker. Während des Zweiten Weltkriegs wurde im Dezember 1940 die 6. Leichte Flak-Ausbildungskompanie in das Infanteriewerk Niens verlegt. Zu diesem Zeitpunkt bestand das Fort noch aus alten Bunkern und einer Wohnbaracke. Die Lebensbedingungen waren zunächst schlecht, denn die Beheizung des Bunkers und die Versorgung mit Trinkwasser waren schwierig. Der Schießplatz der Ausbildungskompanie wurde mit seinen zunächst vier Schießständen auf dem Deich bei Langwarden eingerichtet. In den ersten Monaten nach dem Einzug der Kompanie wurden die Bunker erneuert. Im Mai 1941 waren 80 % der Lehrgangsteilnehmer von einer Darminfektion betroffen, weshalb fortan Trinkwasser mit einem Tankfahrzeug aus Nordenham herangeschafft wurde. Aufgrund der schlechten Hygiene musste der Lehrbetrieb im Juli 1941 zeitweise im Infanteriewerk Niens eingestellt werden.